# Densuș
Densuș – wieś w Rumunii, w okręgu Hunedoara, w gminie Densuș. W 2011 roku liczyła 382 mieszkańców.
We wsi rozwinął się przemysł włókienniczy, spożywczy oraz drzewny.